# Patul conjugal
Pour plus de détails, voir Fiche technique et Distribution.
Patul conjugal (littéralement « le lit conjugal ») est un film roumain réalisé par Mircea Daneliuc, sorti en 1993.

## Synopsis
À Bucarest, Vasile Potop, un directeur de théâtre, cherche de l'argent pour payer un avortement à sa femme, déjà mère de trois enfants qu'ils ont du mal à élever.

## Fiche technique
- Titre : Patul conjugal
- Réalisation : Mircea Daneliuc
- Scénario : Mircea Daneliuc
- Photographie : Vivi Dragan Vasile
- Montage : Melania Oproiu
- Société de production : Alpha Films International
- Société de distribution : Leisure Time Features (États-Unis)
- Pays :  Roumanie
- Genre : Comédie
- Durée : 102 minutes
- Dates de sortie : 
  - Roumanie : 22 février 1993

## Distribution
- Gheorghe Dinică : Vasile Potop
- Coca Bloos : Carolina Potop
- Lia Bugnar : Stela
- Valentin Teodosiu
- Valentin Uritescu
- Geo Costiniu
- Jana Corea
- Flavius Constantinescu
- Nicolae Praida
- Paul Chiributa
- Eugen Cristian Motriuc
- Bujor Macrin
- Dumitru Palade
- Camelia Zorlescu
- Ion Popa
- Eugen Racoti
- Mihail Vasile Boghita
- Ion Sima
- Dan Cristescu
- Milica Militaru
- Marinel Feraru
- Catalin Stan

## Distinctions
Le film a été présenté en sélection officielle en compétition lors de Berlinale 1993.